# Укар
Укар (ісп. Úcar) — муніципалітет в Іспанії, у складі автономної спільноти Наварра. Населення — 144 особи (2009).
Муніципалітет розташований на відстані близько 300 км на північний схід від Мадрида, 16 км на південь від Памплони.

## Демографія
Динаміка населення (INE ):

## Галерея зображень

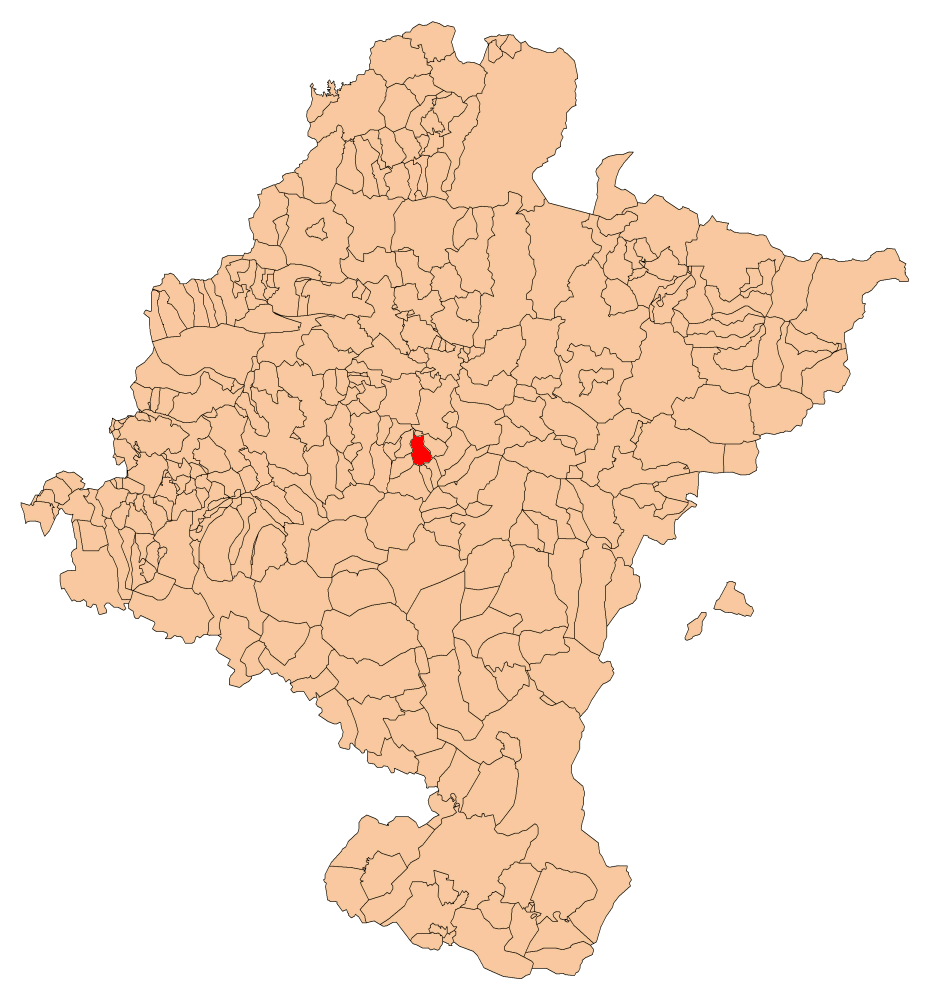
Розташування муніципалітету